# アマユール
アマユール（バスク語：Amaiur）は、スペインのバスク州およびナバーラ州に拠点を置き、政治活動を行う政党連合で、2011年11月の総選挙に合わせ、エウスコ・アルカルタスナ（Eusko Alkartasuna、EA）、アルテルナティーバ（Alternatiba）、アララル（Aralar）、と左翼愛国主義（Izquierda abertzale）者らによって結成された。
政党連合の名称Amaiurとは、ナバーラ州にある地名マジャ（Maya）のバスク語名で、そこにはナバーラ征服（Conquista de Navarra）に抵抗する最後の城砦の一つである、マジャ城（Castillo de Maya）があった。

## 概要
2011年4月にエウスコ・アルカルタスナ（EA)、アルテルナティバ、アラバ・バイ（Araba Bai）、エリタロン・ガライア（Herritarron Garaia）と左翼愛国主義（イスキエルダ・アベルツァーレ）の人々によって、政党連合ビルドゥ（Bildu）が結成された。同年5月に行われた自治体（Elecciones municipales de España de 2011）、バスク州特別県議会（Elecciones a las Juntas Generales del País Vasco de 2011）、ナバーラ州議会（Elecciones al Parlamento de Navarra de 2011）の選挙に出馬、バスク州において第2勢力、ナバーラ州では第4勢力となった。この選挙では、アララールは思想的にはビルドゥに近いものの、バスク州においては同政治連合には参加せずに、またナバーラ州においてはバスク民族主義党（PNV）と共闘（Nafarroa Bai）、その結果惨敗を喫した。アララールは同年11月の総選挙ではバスク民族主義党とは共闘せず、ビルドゥを結成した諸政治勢力との共闘－つまり、Amaiurの結成－を決定した。
2011年9月27日前述の諸政治勢力の代表者たちが出席し、Amaiurの結成式典が挙行された。10月初めにはバスク統一左翼（Ezker Batua-Berdeak（EB-B））を離脱した革命労働党（Partido Obrero Revolucionario）の旧メンバーによって形成されたエラバキ（Erabaki）がAmaiurへの支持を表明した
元バタスナが関わっている

## 選挙結果
Amaiurは333,628票を獲得、下院議席7、上院議席3を獲得し、得票ではバスク州の政治勢力第2党、議席においては第1党に躍進、ナバーラ州では第3党となった。その内訳はバスク連帯が上下各1議席ずつ、アララールが下院1議席で、残りの7議席はイスキエルダ・アベルツァーレによって占められた。
選挙区別では、アラバ県では32,267票（19.11%）、下院1議席獲得で、同選挙区でイスキエルダ・アベルツァーレ関係の議席は史上初のことである。ギプスコア県では129,655票（34.81%）、上下両院各3議席獲得で、こちらでも史上最高の結果であった。ビスカヤ県では122,606票（19.21%）、下院2議席、ナバーラ州では49,100票（14.86%）で下院1議席を獲得した。